# 思想錄
《思想錄》（法語：Pensées，字面意思即“思想、思考”）是17世紀哲學家、數學家布萊茲·帕斯卡為基督教辯護的一本書。帕斯卡改宗并秉持禁欲主義觀點，《思想錄》一書大致上是他生活的寫照。“帕斯卡的賭注”一詞起源自該書。书名Pensées是在他死後才由別人給出的，毕竟他死時這部書並沒能完成。
《思想錄》一書是由琐屑筆記拼湊而成的，不過據信在帕斯卡去世（1662年）前就已近開始著手修訂這部書，打算將其內容連贯成书。而後世的編輯都在如何安排該書章節的順序上爭執不休。該書在他死後的1669年出版。第一個英語版本由約翰·沃克（John Walker）翻譯於1688年。中文譯本則由何兆武翻譯、由商務印書館出版於1985年。

## 外部連結
- Pascal's Pensees at Project Gutenberg （页面存档备份，存于）
- Pascal's Pensees in French （页面存档备份，存于）
- Etext of Pascal's Pensées （页面存档备份，存于） (English, in various formats)
- Les Pensées （页面存档备份，存于） 1671 edition with old French spelling (Ebook - PDF)